# Vincenzo Fato
Vincenzo Fato (Castellana Grotte, 1705 – Castellana Grotte, 6 febbraio 1788) è stato un pittore italiano.

## Biografia
Il pittore castellanese Vincenzo Fato nasce nel 1705 probabilmente a Castellana, in Terra di Bari, anche se non si conosce l'atto di battesimo.
Tra il 1713 e 1719 fu allievo di Paolo De Matteis (discepolo di Luca Giordano) e si trasferì a Napoli.
Qui ottiene la commissione più prestigiosa della sua carriera: otto dipinti per le sacrestie del Tesoro di San Gennaro, nel Duomo.
Nel 1752 rientra a Castellana a causa della feroce concorrenza. In Puglia e riceve svariate commissioni ma i suoi committenti non si mostrarono molto generosi giocando al ribasso nei compensi, perciò visse molti anni in indigenza.
Si sposò con Antonia Picardi di Napoli dalla quale ebbe tre figlie nate nel 1752, 1754 e 1761.
Il Fato morì a Castellana il 6 febbraio 1788 ed è sepolto nella Chiesa del Purgatorio o Santa Maria del Suffragio, quasi una galleria personale dell'artista, per le molte sue opere qui conservate.
I suoi dipinti sono presenti in tutte le chiese di Castellana (eccetto quella di S. Onofrio) ma anche a Putignano,  Noci, Monopoli, Polignano a Mare, Conversano, Mola di Bari, Rutigliano, Capurso, Santeramo in Colle, a Castellaneta, Massafra, Manfredonia, Nardò e a Frasso Telesino in provincia di Benevento.

## Opere
Qui di seguito sono riportate alcune delle opere di Vincenzo Fato.
| Titolo                                  | Oggetto        | Tecnica        | Dimensione (cm) | Datazione | Localizzazione                                            |
| --------------------------------------- | -------------- | -------------- | --------------- | --------- | --------------------------------------------------------- |
| Natività di Maria                       | Olio su tela   | Olio su tela   | 237x185         | 1732      | Monopoli, ubicazione incerta [ma già S. Maria amalfitana] |
| Passeggiata sacra                       | Olio su tela   | Olio su tela   | 263x175         | 1729-1741 | Putignano, San Domenico                                   |
| Sant'Anna con Maria bambina             | Olio su tela   | Olio su tela   | 125x97          | 1729-1741 | Putignano, San Domenico                                   |
| Cristo coronato di spine                | Olio su tela   | Olio su tela   | 125x97          | 1729-1741 | Putignano, San Domenico                                   |
| Cristo flagellato                       | Olio su tela   | Olio su tela   | 125x97          | 1730-1741 | Putignano, San Domenico                                   |
| Santa Caterina De' Ricci in estasi      | Olio su tela   | Olio su tela   | 125x97          | 1730-1741 | Putignano, San Domenico                                   |
| Beato Benedetto XI benedicente          | Olio su tela   | Olio su tela   | 125x97          | 1730-1741 | Putignano, San Domenico                                   |
| San Pio V davanti al crocifisso         | Olio su tela   | Olio su tela   | 125x97          | 1730-1741 | Putignano, San Domenico                                   |
| San Pietro martire                      | Olio su tela   | Olio su tela   | 263x175         | 1730-1741 | Putignano, San Domenico                                   |
| San Vincenzo Ferreri risana gli infermi | Olio su tela   | Olio su tela   | 270x180         | 1730-1741 | Putignano, San Domenico                                   |
| San Tommaso D'Aquino                    | Olio su tela   | Olio su tela   | 270x180         | 1730-1741 | Putignano, San Domenico                                   |
| Tobiolo e l'Angelo                      | Olio su tela   | Olio su tela   | 190x115         | 1734-1741 | Putignano, San Domenico                                   |
| San Michele sconfigge il demonio        | Olio su tela   | Olio su tela   | 190x115         | 1734-1741 | Putignano, San Domenico                                   |
| Annunciazione Gabrielli                 | Olio su tela   | Olio su tela   | 70,5x51,2       | 1734-1741 | Castellana, Collezione privata                            |
| Annunciazione                           | Olio su tela   | Olio su tela   | 200x120         | 1734-1741 | Putignano, San Domenico                                   |
| San Michele Arcangelo                   | Dipinto murale | Dipinto murale | h 170 ca.       | 1734-1769 | Polignano a Mare, Cappella rurale della Consolatrice      |
| San Vito                                | Dipinto murale | Dipinto murale | h 170 ca.       | 1734-1769 | Polignano a Mare, Cappella rurale della Consolatrice      |
| Mater Domini                            | Dipinto murale | Dipinto murale | 98x80           | 1734-1769 | Polignano a Mare, Cappella rurale della Consolatrice      |

Miracolo di San Mauro e Placido 
Olio su tela 
Chiesa di San Benedetto MASSAFRA Ta